# Banda Mtsanga
Banda Mtsanga ist einer der nördlichsten Orte auf der Insel Anjouan im Inselstaat Komoren im Indischen Ozean.

## Geographie
Banda Mtsanga liegt zusammen mit Jimilimé an der Nordspitze der Insel. Der Ort war bis in jüngerer Zeit nur über Maultierpfade zu erreichen. Er liegt an der Ostküste der Insel. In der Gegend gibt es viel Gewürznelken-Anbau.
In der Nähe mündet der Fluss Mro oua Moroni ins Meer.